# Wonder Boy III: The Dragon's Trap
Wonder Boy III: The Dragon's Trap è un videogioco a piattaforme e di ruolo, seguito canonico di Wonder Boy in Monster Land, quarto videogioco della serie di Wonder Boy, prodotto da SEGA e Westone nel 1989 per Master System e Game Gear. A queste versioni seguì poi una conversione per PC Engine. 
Nel 2017 è stato pubblicato un remake per PlayStation 4, Xbox One, Nintendo Switch, PC e altri dispositivi, intitolato Wonder Boy: The Dragon's Trap, aggiunge Wonder Girl.

## Trama
L'inizio del gioco riprende il finale di Wonder Boy in Monster Land: Wonder Boy si trova nel castello del Drago (ovviamente reso molto più breve e semplice dell'infernale labirinto del predecessore), armato di tutto punto e quasi invulnerabile. Una volta battuto il drago, però, il nostro eroe viene colpito da una maledizione che lo tramuta in una lucertola antropomorfa.
Scopo del gioco sarà quello di attraversare Monster World per restituire l'umanità a Wonder Boy, non prima di essere passati attraverso una serie di altre trasformazioni in animali.

## Modalità di gioco
Il gioco è un ibrido di platform game e semplice GdR come il suo predecessore; essendo un gioco per console domestica, scompaiono sia il punteggio sia il timer interno che decresce l'energia del personaggio, e viene aggiunto un sistema di password (ottenibili entrando nella chiesa che si trova nella prima area del gioco) consistenti in lunghe stringhe di caratteri alfanumerici.
Non ci sono più livelli separati come in Monster Land, ma un unico grande mondo: si può ottenere accesso alle varie zone che lo compongono, oltre all'area di partenza, solo usufruendo delle varie abilità guadagnate trasformandosi in vari animali umanoidi e ottenute comprando determinate armi negli onnipresenti negozi. A seconda della zona si può far uso delle varie abilità. Il gioco comprende percorsi alternativi e sezioni segrete.
Le caratteristiche attribuite al personaggio (visualizzabili nel menù dell'armamentario) sono forza, resistenza e carisma. La prima si riferisce alla potenza fisica, la seconda è legata al numero di danni che si può subire prima di perdere l'energia, mentre la terza è fondamentale nel rapporto con i negozianti. Infatti, se il livello di carisma è troppo basso, i negozianti si rifiutano di vendere i propri oggetti, anche se abbiamo denaro a sufficienza.

### Le trasformazioni
Sparsi per il mondo esistono sei draghi che, se eliminati, scaglieranno una maledizione su Wonder Boy trasformandolo ogni volta in un essere diverso. Di seguito un elenco di tutte le forme che può assumere Wonder Boy, le loro peculiarità e il drago che va sconfitto per ottenerle.
- Uomo Lucertola: ottenuto alla sconfitta del Mecha Dragon all'inizio del gioco, non può usare una spada per combattere da vicino, ma può sputare fuoco.
- Uomo Topo: ottenuto alla sconfitta del Mummy Dragon, è piuttosto veloce. La sua bassa statura gli permette di intrufolarsi in cunicoli inaccessibili agli altri, ma soprattutto può arrampicarsi su particolari blocchi e camminare così lungo le pareti o sui soffitti.
- Uomo Piranha: ottenuto alla sconfitta dello Zombie Dragon, è in grado di nuotare sott'acqua, mentre le altre forme possono solo camminare sul fondo.
- Uomo Leone (uomo tigre nella versione per PC Engine): ottenuto alla sconfitta del Captain Dragon è la più forte e resistente delle forme e attacca brandendo la spada in un arco, utile per distruggere certi blocchi dopo aver ottenuto una particolare spada.
- Uomo Falco: ottenuto alla sconfitta del Daimyo Dragon, può volare ma è anche l'unico che perde energia a contatto con l'acqua.
- Uomo: presente all'inizio di ogni nuova partita e dopo la sconfitta del boss finale, Vampire Dragon.

Verso la parte finale del gioco sarà possibile trovare delle stanze che permettano a Wonder Boy di mutare a piacimento in una delle forme già conquistate.
Da notare inoltre come a differenza del predecessore gli armamenti trovati nel corso del gioco non sono disposti semplicemente in ordine di potenza: ciò che può sembrare quasi inutile indosso a un animale può invece rivelarsi fondamentale per migliorare gli status di un altro, tutto sta nel trovare le giuste combinazioni di spada, scudo e armatura.

## Lista di oggetti
Di seguito una lista parziale (data la vastità dell'inventario disponibile) degli oggetti che si possono ottenere nel gioco.

### Armamentario
Sono indicati solo gli oggetti che hanno delle caratteristiche particolari, ovvero che non aumentano soltanto lo status di attacco e difesa e il carisma.
- Dragon Mail: armatura che, nonostante il basso coefficiente di difesa, permette al portatore di camminare senza danno nella lava.
- Hades Armor: armatura che consente di rigenerare la propria energia.
- Magical Saber: spada che può far materializzare blocchi in alcune zone particolari, serve ad accedere alla zona finale del gioco
- Tasmanian Sword (Kashmir Sword nella versione per Game Gear): spada in grado di mutare istantaneamente Wonder Boy in una delle forme già acquisite, anche se è difficile attivare questo potere. Dovrebbe funzionare saltando e, mentre si è in aria, premere contemporaneamente il pulsante 1 sul joypad 1 e il pulsante 2 sul joypad 2
- Thunder Saber: spada che non ha alcun potere d'attacco, ma se posseduta (non è necessario equipaggiarla) permette al portatore di distruggere i blocchi dorati.

### Magie e armi
Rispetto alle magie ottenibili nel precedente episodio spariscono le bombe, le fireball non sono più a ricerca ma procedono a balzi sul terreno e sono state aggiunte due nuove armi:
- Arrow: una freccia scagliata perpendicolarmente alla posizione del personaggio, utile per eliminare nemici volanti.
- Boomerang: la scorta non termina fintanto che lo si riesce a riprendere. Se ne possono lanciare due per volta e possono distruggere alcuni ostacoli. Può essere usato inoltre, per raccogliere qualunque oggetto.

### Altri oggetti
- Chiave: per aprire le porte. Le porte dalla serratura verde rimarranno sempre aperte dopo aver usato una chiave la prima volta, quelle con la serratura rossa invece necessiteranno di una nuova chiave ogni volta che le si deve attraversare.
- Charm Stones: pietre che servono ad aumentare lo status del carisma. Se il livello di carisma è troppo basso, alcuni negozianti si rifiutano di vendere i propri oggetti.
- Medicina: simile alla "revival pill" del precedente episodio, rivive il personaggio una volta finita l'energia, ma non riempie completamente la barra della vita, restituendo invece un numero casuale di unità di energia.